# 4차원 탐정 똘비
《4차원 탐정 똘비》(時空探偵ゲンシクン 시공탐정 겐시군[*])는 1998년 10월 1일부터 1999년 6월 24일까지 종료했다 TV도쿄와 산리오가 제작한 애니메이션이다.에서 만든 일본의 애니메이션으로, KBS 2TV에서 1999년 11월 29일부터 2000년 3월 21일까지 종료했다.

## 개요
TV도쿄 및 계열 지방 방송사를 1998년 10월 1일부터 1999년 6월 24일까지 총 39화 완결로 방영되었으며, 대한민국에서는 1999년 11월 29일부터 2000년 3월 21일까지 KBS 2TV를 통해 방영된 바 있다. 에도시대 등의 고대 일본이 다뤄진 에피소드 중에서 왜색이 명백했던 5개가 대한민국에서는 방송되지 않았기 때문에 총 34화만 방영되었으며, 투니버스와 재능방송을 통해 소개된 바 있다.

## 줄거리
자유롭게 시간여행을 할 수 있게 된 25세기, 누군가에 의해 시공보호대가 파괴되어 버리고, 시공몬스터들이 여러 시대로 흩어져 버린다. 한편 그 때, 이란성 쌍둥이 남매인 토키오와 소라는 화석 발굴 수업을 받고 있었는데, 이상한 화석을 발견하게 된다. 이에 삼촌인 야마토 박사에게 가져가 복원을 해본 결과, 그것은 원시시대 소년 겐시와 그의 아버지 오토탄, 그리고 시공 몬스터 중 하나인 러브러브였다.
토키오와 소라 자매는 겐시로부터 자초지종을 설명받게 된다. 시공보호대를 파괴한 장본인인 T.P 레이디에 의해 아버지인 오토탄과 함께 화석화되었고, 오랜 세월을 거쳐 발견된 것이다. 그리고 불의를 절대 그냥 못 넘기는 겐시의 성격을 눈여겨본 시공보호대측은 겐시를 시공탐정으로 임명하게 된다. 이제 겐시와 토키오, 소라, 오토탄, 그리고 같은 시공탐정인 쿄우이치로와 함께 시공몬스터를 보호하고 T.P 레이디를 잡기 위한 사명을 띠게 되는데....

## 등장인물
- 캐릭터 및 성우의 이름은 일본 - 대한민국순이다.

겐시(똘비)
오토탄(바우맨)
야마토 토키오(고가람)
야마토 소라(고보람)
야마토 박사(고차원 박사) : 토키오, 소라 남매의 삼촌으로, 타임머신이든 화석을 부활시키는 기계든 뭐든지 만들어 내는 척척 박사. 진구지 레이를 짝사랑하고 있다.
프테라(뿌뿌)
나루가미 쿄이치로(알렉산더 로미오)
TP레이디
다이너&마이트 : TP레이디의 부하로, 사실은 인간이 아니라 개구리와 뱀장어이다.
가면의 남자

## 방영 목록
| 회차       | 주제                      |
| ---------- | ------------------------- |
| 1화        | 이시이시 우호!            |
| 2화        | 야마대국에서 허니허니?    |
| 3화        | 황금도시는 번쩍번쩍!      |
| 4화        | 카쿠야공주는 테일룬?      |
| 5화        | 꽁꽁꽁꽁 모스비           |
| 6화        | 신대륙은 코코론           |
| 7화        | 타네건은 정권능력자       |
| 8화        | 스핑의 수수께끼?          |
| 9화        | 낙서쟁이 호루룬           |
| 10화       | 러브러브 랩소디           |
| 11화       | 불타올라라! 넷게츠        |
| 12화       | 암몬은 어떤 몬스터?       |
| 13화       | 오모찬의 크리스마스       |
| 14화       | 방문 레이디는 TP 레이디?  |
| 15화       | 용사는 레드맨             |
| 16화       | 모나리즈의 미소           |
| 17화       | 훨훨 날아라! 윙           |
| 18화       | 슈퍼미녀 암몬             |
| 19화       | 대마신 모아이와           |
| 20화       | 에레킹의 슈퍼로봇전투     |
| 21화       | 올림픽에 나가는 머슬룬?   |
| 22화       | 격돌! 겐시 VS 오토탄      |
| 23화       | 시간의 나라 유니타        |
| 24화       | TP 레이디의 배드변화?     |
| 25화       | 리피 마법의 숲            |
| 26화       | 빼앗긴 오토탄             |
| 27화       | 안데르센의 구스동화?      |
| 28화       | 운명의 뮤지               |
| 29화       | 코제니로 수지좀 맞아볼까? |
| 30화       | 무시무시 무슈             |
| 31화       | 폭풍우를 부르는 자바!     |
| 32화       | 쿄이치로의 배드변화!      |
| 33화       | 불타라 너클! 분노의 철권  |
| 34화       | 도론은 발명왕             |
| 35화       | 무사시와 카케닌           |
| 36화       | 요미국가의 나스칼         |
| 37화       | 게임마왕 게라             |
| 38화       | 시공국가의 대전투         |
| 최종화(39) | 시공의 저편으로           |

## 성우진
- 겐시(똘비): 유키지
- 야마토 소라(고보람): 미즈키 나나
- 야마토 토키오(고가람): 모리타 치아키
- T.P. 레이디: 토우마 유미
- 다이나: 우에다 유지 /
- 마이트: 챠후린
- 오토탄(바우맨): 타치키 후미히코
- 러브러브: 오미무라 마유코
- 프테라(뿌뿌): 니시무라 치나미
- 가면의 남자: 모리카와 토시유키
- 야마토 박사(고차원 박사): 사토 마사미치
- 나루카미 쿄이치로(알렉산더 로미오): 야마구치 캇페이
- 암몬(핑키부): 와쿠사와 리카
- 토키G(똑딱 임금님): 스즈키 카츠미
- 진구지 레이(진달래): 나카지마 마미
- 니오쟈(다크리오): 타카기 와타루
- 데스다스(다크디스): 스즈키 타쿠마

## 목소리 출연
- 이선 - 똘비
- 임은정 - 고보람
- 이향숙 - 고가람
- 함수정 - T.P. 레이디
- 故 오세홍 - 다이나
- 이호인 - 마이트, 똑딱 임금님
- 강구한 - 고차원 박사, 바우맨, 다크리오, 다크디스
- 조진숙 - 러브러브, 핑키부
- 정미경 - 뿌뿌
- 김우정 - 가면의 남자, 알렉산더 로미오
- 구민선 - 진달래

## 스텝

### 제작진
- 녹음: 김학건
- 그래픽: 김동원, 권미정
- 편집: 이윤주, 송제혁
- 똘비 주제가: 심혜림, 이선, 구민선
- 러브러브: 구민선
- 번역: 이소영
- 연출: 김웅종
- 우리말 제작: KBS미디어